# Epiphile zipa
Epiphile zipa är en fjärilsart som beskrevs av Mengel 1899. Epiphile zipa ingår i släktet Epiphile och familjen praktfjärilar. Inga underarter finns listade i Catalogue of Life.